# Răzvan Marin
Răzvan Gabriel Marin (rumunská výslovnost: [rəzvan ɡabriˈel maˈrin]; * 23. května 1996, Bukurešť) je rumunský profesionální fotbalista, který hraje jako defenzivní záložník za Cagliari Calcio. Hráč rumunského národního týmu.
Hrál také za AFC Ajax.

## Reprezentační kariéra
V září 2016 byl 20letý Marin vybrán do rumunské seniorské reprezentace, aby pomohl v kvalifikaci na Mistrovství světa ve fotbale 2018 proti Černé Hoře. Dne 8. října v této kvalifikaci vstřelil gól při venkovním vítězství 5:0 nad Arménií.
Dne 7. června 2024 byl vybrán do 26členné sestavy pro Mistrovství Evropy 2024. Dne 17. června vstřelil gól a pomohl výhře 3:0 nad Ukrajinou, čímž přispěl k prvnímu vítězství své země na EURU po 24 letech.